# Aora inflata
Aora inflata är en kräftdjursart. Aora inflata ingår i släktet Aora och familjen Aoridae. Inga underarter finns listade i Catalogue of Life.